# 기타아즈미군

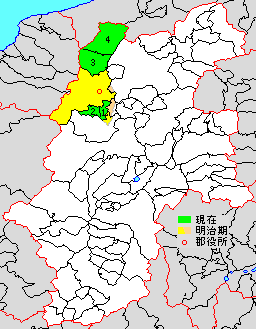
기타아즈미 군의 위치

기타아즈미군(일본어: 北安曇郡, きたあづみぐん)은 일본 나가노현의 군이다.
인구 30,412명, 면적 544.5km², 인구밀도 55.9명/km².(2025년 3월 1일, 추계인구)
이하 1정 3촌으로 구성된다.
- 이케다정(池田町)
- 마쓰카와촌(松川村)
- 오타리촌(小谷村)
- 하쿠바촌(白馬村)

## 군역
1879년 행정 구역으로 발족 당시의 군역은 위의 1정 3촌 외에 아래의 구역에 해당한다.
- 오마치시
- 나가노시의 일부
- 아즈미노시의 일부
- 히가시치쿠마군 이쿠사카촌의 일부

약칭은 호쿠안(北安)이다. 오마치시를 사이에 두고 북부의 오타리촌, 하쿠바촌과 남부의 이케다정, 마쓰카와촌으로 분단되어 있다. 인구 동태는 남부의 이케다정, 마쓰카와촌은 조금 증가하고, 북부의 하쿠바촌, 오타 촌은 감소하는 경향에 있다.

## 역사
- 1879년 1월 4일 - 군구정촌 편제법이 나가노현에서 이행되면서, 아즈미군의 일부로 기타아즈미군이 발족.

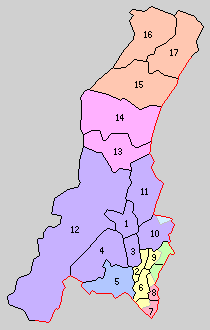
1.오정 2.이케다마치촌 3.야시로촌 4.도키와촌 5.마쓰카와촌 6.아이소메촌 7.나나키촌 8.리쿠고촌 9.히로쓰촌 10.야사카촌 11.미아사촌 12.다이라촌 13.가미시로촌 14.호쿠조촌 15.미나미오타리촌 16.기타오타리촌 17.나카쓰치촌 (보라:오마치시 빨강:아즈미노시 하늘색:나가노시 노랑:이케다정 분홍:하쿠바촌 등색:오타리촌 녹색:히가시치쿠마군 이쿠사카촌 파랑:합병 없음)

- 1889년 4월 1일 - 정촌제 시행으로, 아래의 정촌이 발족.(1정 16촌)
  - 오정(大町): 현 오마치시
  - 이케다마치촌(池田町村): 현 이케다정
  - 야시로촌(社村), 도키와촌(常盤村): 현 오마치시
  - 마쓰카와촌(松川村): 현 마쓰카와촌
  - 아이소메촌(会染村): 현 이케다정
  - 나나키촌(七貴村): 현 아즈미노시
  - 리쿠고촌(陸郷村): 현 아즈미노시, 이케다정, 히가시치쿠마군 이쿠사카촌
  - 히로쓰촌(広津村): 현 오마치시, 이케다정, 히가시치쿠마군 이쿠사카촌
  - 야사카촌(八坂村), 미아사촌(美麻村), 다이라촌(平村): 현 오마치시
  - 가미시로촌(神城村), 호쿠조촌(北城村): 현 하쿠바촌
  - 미나미오타리촌(南小谷村), 기타오타리촌(北小谷村), 나카쓰치촌(中土村): 현 오타리촌
- 1915년 4월 1일 - 이케다마치촌이 정제 시행으로 이케다정(池田町)이 됨.(2정 15촌)
- 1954년 7월 1일 - 오정·다이라촌·도키와촌·야시로촌이 합병하여, 오마치시(大町市)가 발족, 군에서 이탈.(1정 12촌)
- 1955년 4월 1일 - 이케다정·아이소메촌이 합병하여, 새로이 이케다정이 발족.(1정 11촌)
- 1956년 9월 30일(1정 9촌)
  - 호쿠조촌·가미시로촌이 합병하여, 하쿠바촌(白馬村)이 발족.
  - 나나키촌이 히가시치쿠마군 아카시나정과 합병하여, 새로이 히가시치쿠마군 아카시나정(현 아즈미노시)이 발족.
- 1957년 3월 31일(1정 7촌)
  - 이케다정이 히가시치쿠마군 아카시나정의 일부를 편입.
  - 히로쓰촌이 분할되어, 일부가 이케다정, 일부가 야사카촌, 잔여부가 히가시치쿠마군 이쿠사카촌에 편입.
  - 리쿠고촌이 분할되어, 일부가 이케다정, 일부가 히가시치쿠마군 아카시나정, 잔여부가 히가시치쿠마군  이쿠사카촌에 편입.
- 1958년 4월 1일 - 미나미오타리촌·나카쓰치촌·기타오타리촌이 합병하여, 오타리촌(小谷村)이 발족.(1정 5촌)
- 1959년 4월 1일 - 야사카촌의 일부가 가미미노치군 신슈신정(현 나가노시)에 편입.
- 2006년 1월 1일 - 야사카촌·미아사촌이 오마치시에 편입.(1정 3촌)

## 같이 보기
- 미나미아즈미군